# Renata Kallosh
Renata Kallosh est une cosmologiste russe née en 1943.

## Biographie
Renata Kallosh est diplômée de l'université d'État de Moscou en 1966 et de l'Institut de physique Lebedev à Moscou en 1968, où elle a enseigné.
Elle travaille au CERN de Genève en 1990 puis est depuis 2014 en poste à l'université Stanford. Elle est mariée avec le physicien Andreï Linde.